# 歐洲冠軍球會盃
歐洲冠軍球會盃（英語：European Champion Clubs' Cup），簡稱歐洲盃（英語：European Cup），是歐洲足球協會聯盟（UEFA）頒發給足球賽事歐洲冠軍俱樂部盃冠軍球隊的獎盃。
1992/93球季，歐洲足協將歐洲冠軍俱樂部盃改制為歐洲冠軍聯賽，獎盃維持不變。
因獎盃兩旁握把如同兩隻大耳朵，故该奖杯在许多语言环境下有着“大耳盃”的称呼。

## 概述

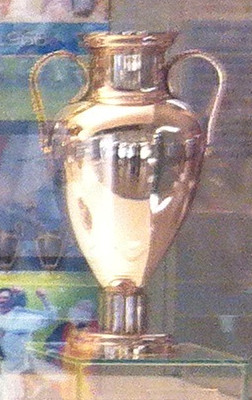
最原始的獎盃

首個歐洲冠軍俱樂部盃獎盃是由法國體育報章《隊報》捐贈。1967年3月，該獎盃被永久授予西甲皇家馬德里，以表彰其在1956年至1966年間贏得了六次冠軍的成就（其中包括了1956至1960的五連冠）。
因此，主辦歐洲冠軍俱樂部盃的歐洲足協需要全新的獎盃，來自瑞士伯恩的珠寶匠斯塔德尔曼（Stadelmann）設計出價值1萬瑞士法郎，高74厘米、重11公斤，並刻有「Coupe des Clubs Champions Européens」字樣的銀製新版獎盃，該造型一直使用至今。於1967年捧起新版獎盃的首個球隊是蘇格蘭些路迪。
1968年開始，歐洲足協規定所有贏得第五次冠軍或者是連續贏得三屆冠軍的球隊均可永久保存獎盃真品，並且鑄造全新獎盃接續使用。而未能達到這兩項資格要求的冠軍球隊只能保留獎盃真品10個月就必須交還給歐洲足協，用於給次屆冠軍捧起，但另外可保存一個比真品小一點的複製版獎盃。
1973年，荷甲阿賈克斯完成3連霸，成為永久保存歐冠獎盃真品的第2隊。
1976年，德甲拜仁慕尼黑也完成了3連霸，成為永久保存歐冠獎盃真品的第3隊。
1994年，意甲AC米蘭拿下第5次冠軍，成為永久保存歐冠獎盃真品的第4隊。
在1995年新鑄的歐冠史上第五座獎盃，上面所刻的文字從字首大寫「Coupe des Clubs Champions Européens」改為全大寫「COUPE DES CLUBS CHAMPIONS EUROPÉENS」。此獎盃於2005年永久授予英超利物浦，因其於當年贏得第5次冠軍，同時亦是唯一一支永久保存全大寫文字獎盃的球隊。
此後直到2009年歐洲足協取消球隊永久保存獎盃規則為止，沒有第6支球隊符合永久保存獎盃資格，因此2006年鑄造的第6座獎盃真品便被永久保存在歐洲足協。
2009年後當屆冠軍即可領取一個刻有其球隊名稱的完整複製版獎盃，同時冠軍球隊也可自行再複製獎盃，但規定大小不可超過原品的80%，並且要明確標示為再複製品。首個贏取完整複製版獎盃的球隊是西甲巴塞隆納。
在中国大陆，该奖杯有时会被错误地称为“圣勃莱德杯”（实为世界乒乓球锦标赛男子单打冠军奖杯，名字来自于伦敦的同名乒乓球俱乐部），错误根源不明。

### 永久保存獎盃的球隊
至2009年取消永久保存獎盃條例前，有5支球隊能夠永久保存獎盃真品，他们分別為﹕
- 皇家馬德里於1956年至1960年五連冠，並在1966年贏得第六次冠軍，保存第一座獎盃真品，也是唯一一個原始獎盃。
- 阿積士於1971年、1972年及1973年完成三連冠，保存第二座獎盃真品（1967年所鑄新版）。
- 拜仁慕尼黑於1974年、1975年及1976年完成三連冠，保存第三座獎盃真品（1974年所鑄新版），球队保留的獎盃真品也是唯一一個只有本队名称的奖杯。
- AC米蘭在1963年、1969年、1989年、1990年及1994年贏得五次冠軍，保存第四座獎盃真品（1977年所鑄新版）。
- 利物浦在1977年、1978年、1981年、1984年及2005年贏得五次冠軍，保存第五座獎盃真品（1995年所鑄新版）。

### 多次勝者臂章
「多次勝者臂章」首推於2000年至01年的賽季，所有曾永久保留獎盃的球隊均可使用這臂章，在2009年取消永久保存獎盃規則後，新規定所有曾經三連冠或贏得五次冠軍的球隊皆有資格使用。據規定，該臂章應印在球衣的左袖，而圖案應以海軍藍為背景色，配以歐洲聯賽冠軍盃獎盃的剪影和冠軍盃的標誌，上方的數字則代表球隊贏得冠軍的次數。2012年，歐洲足協對「多次勝者臂章」的設計作出一些修改，比如背景色轉為灰色，以及數字放在獎盃中央。
现行的多次胜者臂章为欧冠“星球”logo加球队夺冠次数，印于球衣右侧。
目前有資格配戴多次勝者臂章的球隊為以下六支：
- 皇家馬德里，15次冠軍，其中一次五連冠及一次三連冠。
- 拜仁慕尼黑，6次冠軍，其中一次三連冠。
- 阿賈克斯，4次冠軍，其中一次三連冠。
- AC米蘭，7次冠軍。
- 利物浦，6次冠軍。
- 巴塞隆納，5次冠軍。

### 衛冕冠軍章

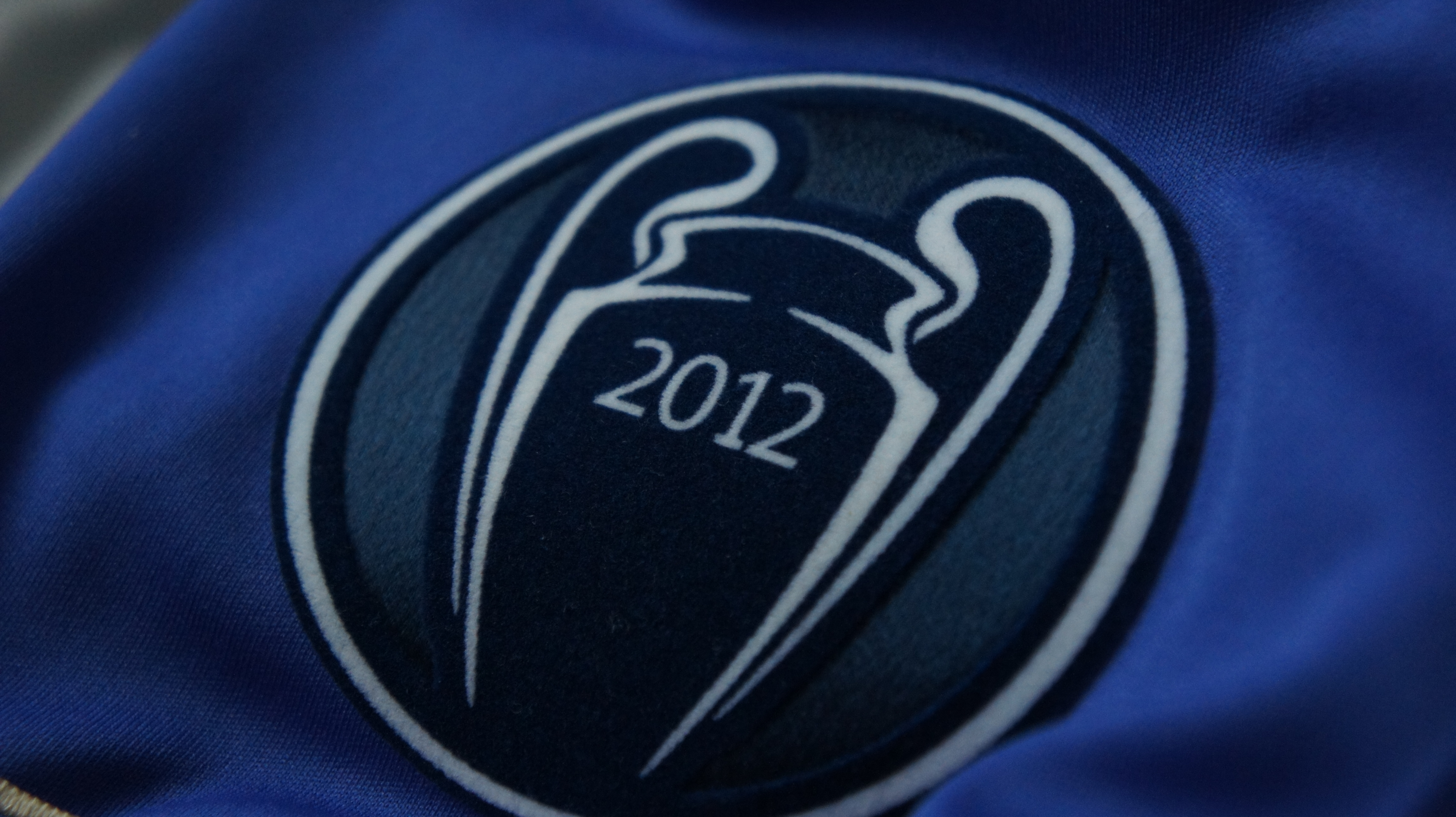
2012年至13年球季英超球隊車路士所用的衛冕冠軍章。

衛冕冠軍章是供衛冕冠軍球隊於來季使用的徽章。這徽章首次使用於2004年至05年的賽季，首個能使用此徽章的是葡萄牙球隊波爾圖。在2004年至2009年期間，這徽章是以黑色為背景，並配以冠軍盃的標誌以及奪冠年份。2010年徽章修改成沒有冠軍盃的圖形，在2012年又修改回來。
现行的卫冕冠军章与过去相同。同时，若有球队既为多次夺冠球队又为卫冕冠军，则臂章为冠军奖杯剪影加夺冠次数而非夺冠年份。

## 歷屆獎盃得主
原始獎盃（1966年之前使用）
- 皇家馬德里 (6) – 1956, 1957, 1958, 1959, 1960, 1966
- 本菲卡 (2) – 1961, 1962
- 國際米蘭 (2) – 1964, 1965
- AC米蘭 (1) – 1963

新版獎盃（1967年之後使用）
- 皇家馬德里 (9) – 1998, 2000, 2002, 2014, 2016, 2017, 2018, 2022, 2024
- AC米蘭 (6) – 1969, 1989, 1990, 1994, 2003, 2007
- 利物浦 (6) – 1977, 1978, 1981, 1984, 2005, 2019
- 拜仁慕尼黑 (6) – 1974, 1975, 1976, 2001, 2013, 2020
- (5) –  1992, 2006, 2009, 2011, 2015
- 阿積士 (4) – 1971, 1972, 1973, 1995
- 曼聯 (3) – 1968, 1999, 2008
- 諾定咸森林 (2) – 1979, 1980
- (2) – 1985, 1996
- 波圖 (2) – 1987, 2004
- 車路士 (2） – 2012, 2021
- 些路迪 (1) – 1967
- (1) – 1970
- 阿士東維拉 (1) – 1982
- 漢堡 (1) – 1983
- 布加勒斯特星 (1) – 1986
- (1) – 1988
- 貝爾格萊德紅星 (1) – 1991
- 馬賽 (1) – 1993
- 多特蒙德 (1) – 1997
- 國際米蘭 (1) – 2010
- 曼城 (1） – 2023
- 巴黎圣日耳曼 (1） – 2025

## 資料來源
1. ↑  "歐冠獎杯抵達里斯本 普拉蒂尼迎送"大耳朵杯"" （页面存档备份，存于） 《騰訊體育》 2014-04-18
2. 1 2 3  uefadirect, Issue 42: October 2005 （页面存档备份，存于）, Page 8 "A brand new trophy"
3. ↑  利物浦與AC米蘭已經封存過一次獎盃
4. ↑  巴塞隆納2006年拿下第2冠後，接連被利物浦(16強)與曼聯(4強)淘汰，以至於2009年奪冠時無法觸發
5. ↑  曼聯2008年奪下第3冠前也先後無緣小組賽與被AC米蘭淘汰(4強)，即便2009年連莊成功也無法觸發
6. ↑   (PDF). uefa.com. Union of European Football Associations. March 2008  [24 May 2009]. （原始内容存档 (PDF)于2012-05-22）.
7. ↑   (PDF). UEFA.   [16 August 2009]. （原始内容存档 (PDF)于2012-01-12）.
8. ↑  Ajax rewarded with 'UEFA Badge of Honour' （页面存档备份，存于） 23-10-2000
9. ↑  . Acmilanstoreasia.com.   [23 November 2012]. （原始内容存档于2021-11-17）.
10. ↑  Regulations of the UEFA Champions League 2003–04 的存檔，存档日期2010-01-03.